# El socorro de Brisach
El socorro de Brisach , Socorro de Brisach o La toma de Brisach es un lienzo de Jusepe Leonardo, originalmente en el Salón de Reinos del palacio del Buen Retiro, y actualmente expuesto en el Museo del Prado en Madrid.

## Introducción
Jusepe Leonardo, uno de los pintores jóvenes que trabajaron en el Salón de Reinos, realizó dos de las doce pinturas conmemorativas de hechos militares: la Rendición de Juliers y el presente lienzo, cuyo personaje principal es Gómez IV Suárez de Figueroa y Córdoba —III duque de Feria— quien también es figurado en otros dos lienzos del citado conjunto de batallas, correspondientes a sendas victorias por él comandadas. Cuatro de las doce pinturas de dicha Serie de Batallas — una de ellas actualmente perdida— corresponden a 1633, el mismo año en que se ideó el programa decorativo del Salón de Reinos, lo que hace pensar que conde-duque de Olivares pretendía presentar este año como un nuevo annus mirabilis, como lo fue el año 1625.

## Tema de la obra
La ciudad de Breisach —Brisach— estaba sitiada por las tropas protestantes del rhingrave Otto Luis, siendo liberada el 16 de octubre de 1633 por un ejército español al mando del duque de Feria. Esta plaza era importante dentro del camino español, que unía territorios desde Milán hasta Bruselas. Sin embargo, esta victoria fue efímera ya que en una nueva batalla de Breisach, entre el 18 de agosto y el 17 de diciembre de 1638, las tropas francesas derrotaron a lo ejércitos imperiales y bávaros, cortando definitivamente el camino español .

## Análisis de la obra

### Datos técnicos y registrales
- Madrid, Museo del Prado, n º. de catálogo P000859;[3]
- Pintura al óleo sobre lienzo;
- Dimensiones: 305 x 333 cm;
- Fecha de realización: 1634-1635;
- No está firmado ni fechado;
- Consta con el n º. 242 en el catálogo del Salón de Reinos de 1701.[4]

### Descripción de la obra
En primer plano aparece el duque de Feria, un arcabucero, un alabardero y —a su izquierda —un joven oficial de pie, que señala hacia el campo de batalla. El duque de Feria va armado con loriga, con la banda roja de general y lleva el bastón de mando en la mano derecha. Está representado de espaldas, con el caballo en posición de corveta, y vuelve la cabeza hacia el joven oficial. Un poco detrás, un grupo de caballeros con armadura, portando lanzas. En segundo término aparecen los arcabuceros con enseñas y —a su derecha — un fortín incendiado. Más allá están representados los alabarderos y, al fondo, la plaza de Breisach, donde penetran las tropas españolas.
Si bien la composición de esta obra recuerda a las de Carducho en el Salón de Reinos, es evidente la influencia de Velázquez en el joven oficial del primer plano, en las lanzas de la derecha —que remiten a las de La rendición de Breda— y en la pose del duque de Feria, igual a que la aparece en Gaspar de Guzmán, conde-duque de Olivares, a caballo. Como en el otro lienzo de Leonardo de esta serie, la atención se centra en el personaje principal —el duque de Feria— y en que el pintor logra crear un espacio verosímil desde el punto de vista narrativo, con una acertada transición entre el primer plano y el fondo, y con el manejo del color que caracteriza la pintura española de mediados del siglo XVII:

## Procedencia
1. Colección Real (Palacio del Buen Retiro, Madrid, 1701, [n º. 242];
2. Buen Retiro, 1794, n º. 515;
3. Palacio Real, Madrid, pinturas descolgadas en el callejón de las tribunas, 1814-1818, n º. 515).[3]